# Lluís Cortés Cava
Lluís Cortés Cava   (Lleida, 8 d'octubre de 1986) és un exfutbolista i entrenador de futbol català. És l'actual seleccionador d'Ucraïna.
Nascut al municipi català de Lleida (Segrià, Lleida), va iniciar-se al Futbol Club Barcelona el 2017 com a analista i posteriorment va formar part de l'equip tècnic del Barça femení. Posteriorment va reemplaçar Fran Sánchez com a entrenador del primer equip. També ha estat entrenador de les seleccions catalanes femenines sub-18, sub-16 i sub-12 així com de la selecció absoluta entre 2014 i 2018.
El 16 de maig de 2021 va guanyar la Lliga de Campions com a entrenador de l'equip femení del FC Barcelona. Aquella temporada també havia guanyat la lliga i posteriorment van aconseguir la Copa de la Reina, aconseguint el primer triplet del club a la categoria i el de qualsevol equip de la lliga.
És llicenciat en Ciència de l'Esport i en Publicitat i Relacions públiques.

## Carrera

### Jugador
Lluís Cortés va jugar a l'UE Lleida des que tenia 3 anys; va jugar a la segona divisió espanyola, del 2004 al 2005. Després va jugar a diversos clubs de la divisió inferior (Atlético Monzón, CF Balaguer, UE Tàrrega, CD Binèfar i FC Alcarrás) abans d'acabar la seva carrera el 2011.

### Entrenador
Cortés va ser entrenador dels equips juvenils de la UE Lleida i entrenador ajudant de l'equip femení del club entre 2002 i 2005. Després va ser entrenador de l'equip cadet del CF Balaguer del 2005 al 2006 i entrenador dels porters de la UE Lleida del 2008 al 2009.
Va ser entrenador d'equips femenins de Catalunya menors de 12 anys del 2011 al 2012, menors de 16 anys del 2012 al 2013 i menors de 18 anys del 2013 al 2017, així com a entrenador ajudant de la selecció femenina sènior de 2013 a 2018. També va ser entrenador de la selecció masculina de Catalunya Sub-16.
Es va unir al Barça femení com a analista l'estiu del 2017 i va ser entrenador ajudant de l'equip femení del 2018 al 2019.
El gener de 2019 va substituir Fran Sánchez com a entrenador principal de l'equip femení del FC Barcelona. Després de la final de la Lliga de Campions perduda contra l'Olympique de Lió el 2019, va guanyar el Campionat de Primera Divisió espanyol i la primera edició de la Supercopa d'Espanya. Com a resultat d'aquestes actuacions, va rebre el premi al millor entrenador de l'any als premis Marca.
El 2021, el FC Barcelona guanya la final de la Copa de la Reina 2020, que s'havia ajornat a causa de la pandèmia de COVID-19.
El seu equip va revalidar el Campionat de lliga i per primera vegada en la seva història va guanyar la Lliga de Campions, amb una final guanyada per 4-0 contra Chelsea. També va guanyar la Copa de la Reina, aconseguint així el primer triplet de la secció. Tot i haver renovat el maig el seu contracte, a final de temporada, després que les futbolistes expressessin a la directiva el seu descontentament amb ell, va comunicar la seva decisió de deixar l'equip després «d'una temporada de moltíssim desgast tant físic com emocional» i per «falta d'energia». Com a primer entrenador va guanyar 92 partits, en va empatar 4 i en va perdre 7, amb un balanç de 397 gols a favor i 53 en contra.
El 14 de novembre, el president de l'Associació de Futbol d'Ucraïna, Andriy Pavelko, va anunciar el nomenament de Cortés com a entrenador principal de la Selecció femenina d'Ucraïna.

## Palmarès
FC Barcelona
| - Lliga de Campions (1) : - Campió : 2020-2021. - Finalista : 2018-19. - Lliga espanyola (2) : - Campió : 2019-20 i 2020-21. - Subcampió : 2018-19. - Copa de la Reina (1) : - Campió : 2019-20 i 2020-21. - Supercopa (1) : - Campió : 2020. - Copa Catalunya (2) : - Campió : 2018-19 i 2019-20. |